# Szabadság
Szabadság (Hongaars voor: Vrijheid) is een regionaal Hongaarstalig dagblad dat verschijnt in Roemenië en zich richt op de Hongaarse minderheid in de districten Cluj, Sălaj, Alba, Sibiu en Bistrița-Năsăud. Het dagblad is gevestigd in de stad Cluj-Napoca (Hongaars: Kolozsvár).
De uitgever van de krant is de gelijknamige BV, hoofdredacteur is Ildikó Újvári (2022). Ondanks dat het een Hongaarstalige krant betreft, heeft het de hoogste oplage van alle kranten die verschijnen in de regio Cluj-Napoca. De krant wordt bekostigd door adverteerders, abonnees en andere fondsen zoals de Stichting Bethlen Gábor, welke wordt bekostigd door de Hongaarse Rijksoverheid.

## Geschiedenis
De krant is opgericht in 1989 als opvolger van de onder het socialistische regiem verschijnende dagblad Igazság (Hongaars voor: Waarheid). De redacteuren en journalisten van deze krant kwamen tot de oprichting van de nieuwe krant. De krant was de eerste in Roemenië die een kleurenfoto plaatste (1994). Sinds 1995 heeft het blad een eigen website.